# Fairbanks Ranch Country Club
Der Fairbanks Ranch Country Club ist ein privater Golfclub in Rancho Santa Fe. Er wurde 1984 gegründet und umfasst eine Fläche von 111 Hektar, die der Stadt San Diego gehört.
Der 18-Loch-Platz wurde von Ted Robinson geplant. 2004 wurde ein zweiter Platz mit 9 Löchern angelegt.
Der Geländeritt des olympischen Vielseitigkeitswettbewerbs der Olympischen Sommerspiele von 1984 in Los Angeles wurde hier ausgetragen.